# Tito Quincio Crispino Sulpiciano
Tito Quincio Crispino Sulpiciano (en latín, Titus Quinctius Crispinus Sulpicianus) fue un senador y político romano del siglo I a. C., que fue nombrado cónsul en 9 a. C.

## Orígenes familiares
Fue un patricio, probablemente hijo natural de un Sulpicio o hijo adoptivo de un Quincio. 

## Carrera política
Se desconoce la carrera política de Crispiano Sulpiciano, aunque se sabe que fue triunviro monetalis en 18 a. C.
Bajo su consulado, en 9 a. C., junto con el hijastro de Augusto, Nerón Claudio Druso, se adoptó la Lex Quinctia para los acueductos romanos y se inauguró el Ara Pacis en el campo de Marte. Veleyo Patérculo lo caracterizó como «inútil y desafiante».
Quizá una de las amantes de Crispino Sulpiciano haya sido Julia la Mayor, hija de Augusto, motivo por el cual habría sido enviado al exilio en 2 a. C.